# 245 (tal)
245 är det naturliga talet som följer 244 och som följs av 246.

## Inom vetenskapen
- 245 Vera, en asteroid.

## Inom matematiken
- 245 är ett udda tal.